# Gyllensvärd
Gyllensvärd (även Gyllenswärd) är en svensk adelsätt.

## Historik
Som tidigast kända stamfader till släkten uppgavs förr en "gånge-skomakare" vid namn Joen Persson, men senare släktforskning har kunnat härleda anorna till 1550-talet och länsmannen Jon i Gavlö från Dannäs socken (Jönköpings län). Adelsättens stamfar Peder (även "Per") Joensson var Jons sonsons son. 
År 1632 var Peder ryttmästare för Smålands kavalleri och hade därmed sannolikt befäl över "en fana" bestående av cirka 500 ryttare. Han adlades 12 augusti 1632 av Gustav II Adolf i fältlägret vid Nürnberg. Slaget vid Rain, där cirka 2 300 ryttare deltog, föreligger datumet för adlingen. Gustav II Adolf avled innan han konfirmerat adlingen genom sköldebrev, men med Axel Oxenstiernas goda minne blev Peders upphöjelse till adligt stånd bekräftat av förmyndarregeringen 1634. Axel Oxenstierna hade "kontroll över samtliga tyska generaler och prinsar i svensk tjänst" då slaget vid Rain tog plats men deltog inte själv i strid.
Namnet Gyllenswärd tog Peder vid introduktionen 1638, då ätten tilldelades nummer 240. Adelskapet konfirmerades slutligen 1647 av drottning Kristina som undertecknat släktens sköldebrev.

### Blasonering
"Ett grönt Field, der uthi ett bahrt förgylt Swerd och der åfwan opå een öpen Hielm och på Hielmen ett förgylt Swärd emellan twenne Jägerhorn, effter som det här affmålat står".

### Äktenskap
Peder blev sedermera överstelöjtnant och gifte sig med Elisabeth Hand till Hössna och Gavlö. Elisabeths mor, Virginia Eriksdotter, var enligt släktforskaren Gabriel Anrep frillodotter till kung Erik XIV och Agda Persdotter. Peder och Elisabeth bildade genom förvärv säterierna Önnarp i Skåne och Hössna i Västergötland. Innan Elisabet avled vid 53 års ålder (10 april 1651) fick de även fem barn:
1. Johan Gyllenswärd,[5] ryttmästare. Maka: Stierna
2. Knut Gyllenswärd,[6] regementskvartermästare. Maka: Lillie af Aspenäs
3. Virginia Persdotter.[7] Make: underlagmann Johan Gustafsson Örnevinge
4. Märta Persdotter.[8] Make: kapten Jonas Larsson Silfverswärd
5. Beata Persdotter.[9] Make: major Jöns Svinhufvud i Wästergötland

Peder avled 19 mars 1664 (ålder okänd) och makarna är begravna sida vid sida i Hössna kyrka.

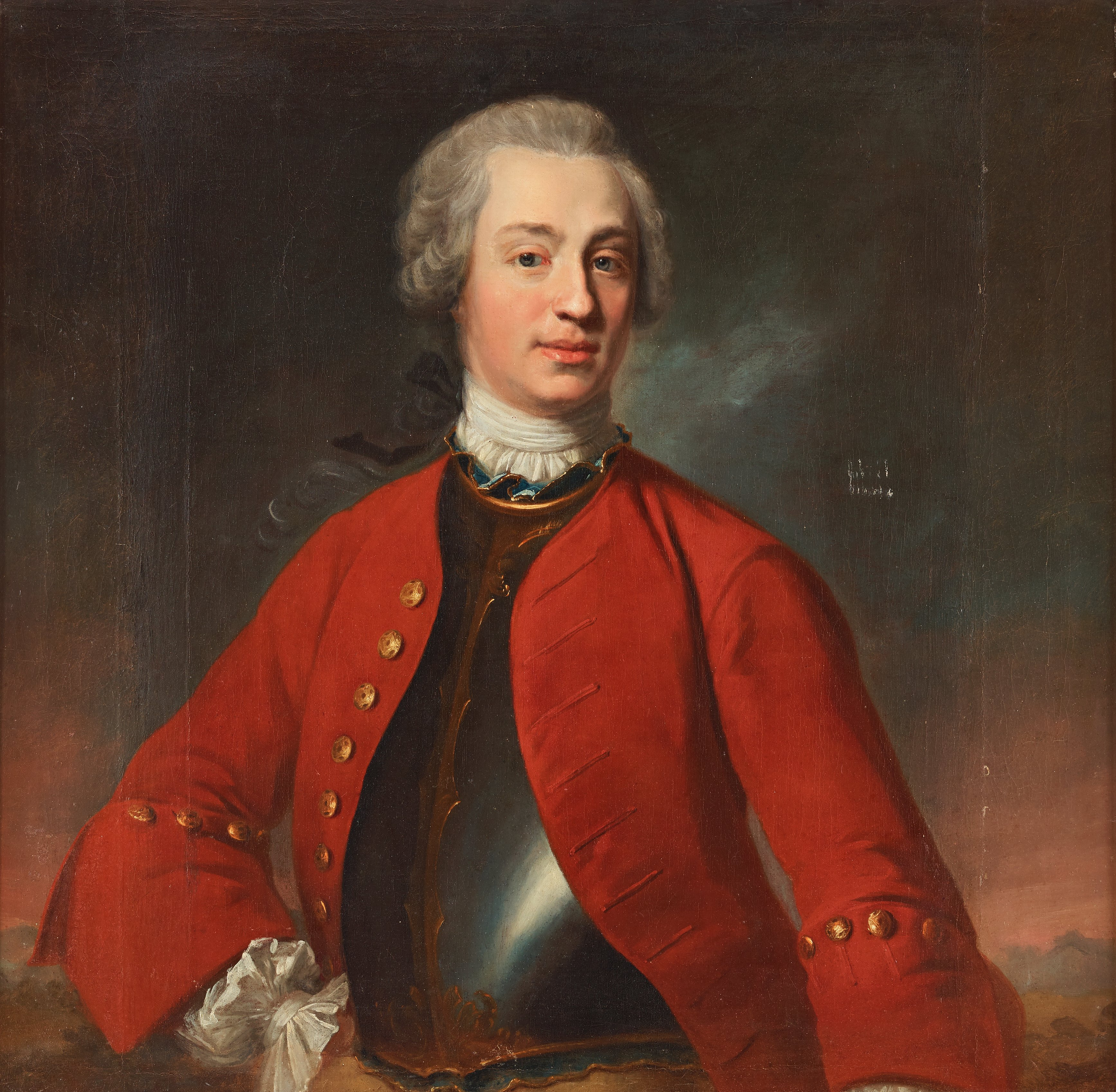
"Mansporträtt, midjebild i harnesk enligt uppgift medlem ur ätten Gyllensvärd.". Målad av Johan Henrik Scheffel 1690-1781. Bukowskis referens 485 1120117.

## Släktmedlemmar
- Gustaf Gyllensvärd (1848–1922), riksdagsman och ledamot av andra kammaren
- Erik Gyllensvärd (1897–1991), konstnär representerad vid bland annat  Moderna museet
- Ragnar Gyllenswärd (1891-1967), Högsta domstolens ordförande 1952–1958 och kommendör med stora korset av Nordstjärneorden
- Georg Gyllensvärd  (1909–2002), konstnär representerad vid Moderna museet och i Gustav VI Adolfs samling
- Bo Gyllensvärd (1916–2004), museidirektör vid Östasiatiska museet